# 5509 Rennsteig
5509 Rennsteig eller 1988 RD3 är en asteroid i huvudbältet som upptäcktes den 8 september 1988 av den tyske astronomen Freimut Börngen vid Tautenburg-observatoriet. Den är uppkallad efter den tyska vägen Rennsteig.
Asteroiden har en diameter på ungefär 3 kilometer.